# Блудички

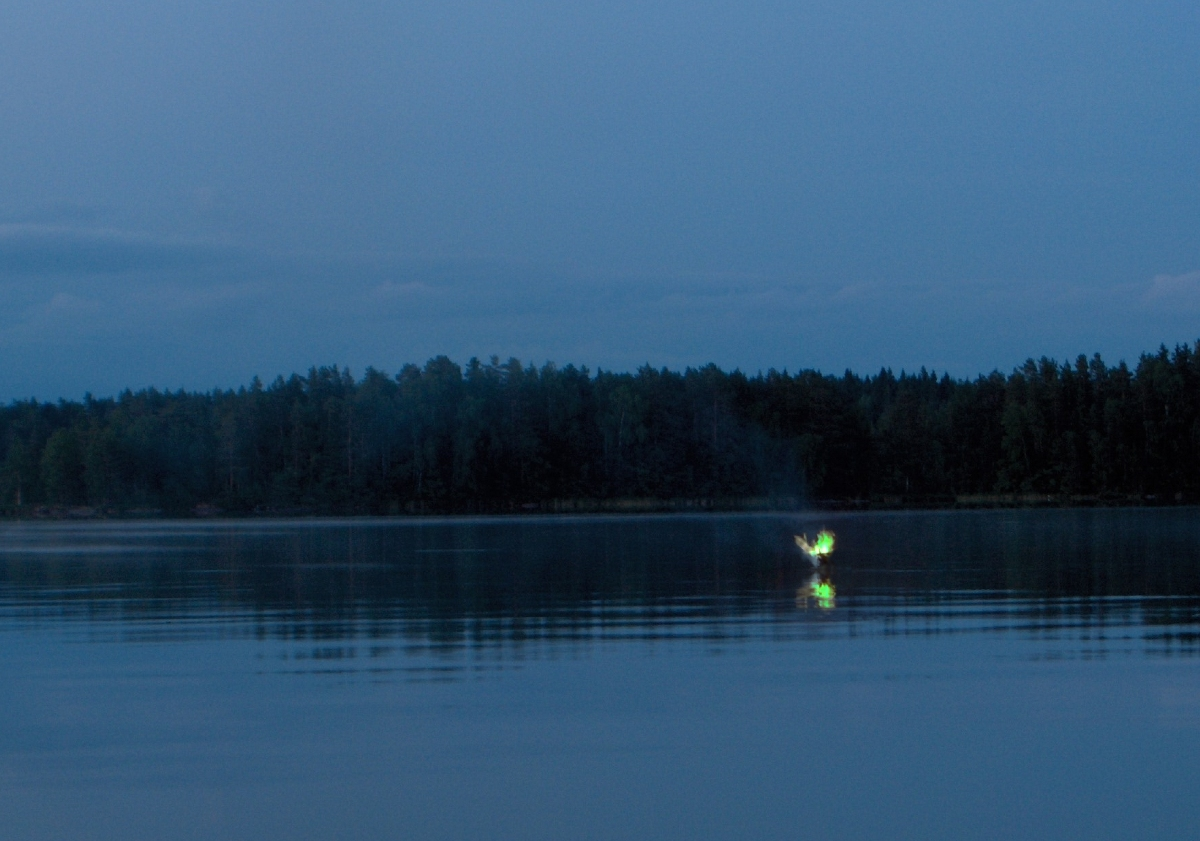
Блудичка над водою

Блудички (словац. Bludičky) — болотні і водяні духи в словацькій та чеській міфології, які з'являються поблизу води у вигляді блукаючих вогників, іноді з'являються у вигляді дітей або напівжаб-напівдітей. Блудички допомагають людям знайти дорогу через трясовину, але можуть і навпаки завести в багно людину, яка потурбувала їх гучним криком.
Блудичками зазвичай стають душі потонулих дітей, але вважається також, що блудичками можуть стати душі людей, яких спеціально втопив Водяний, щоб вони охороняли його ставок, озеро або болото.